# Robert Römer

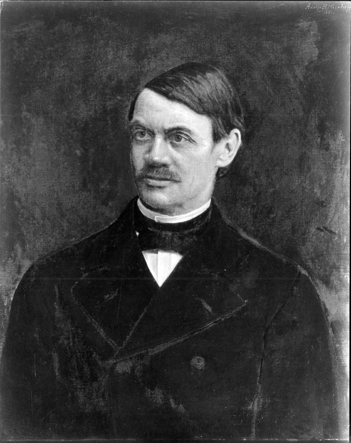
Robert Römer Tübinger Professorengalerie

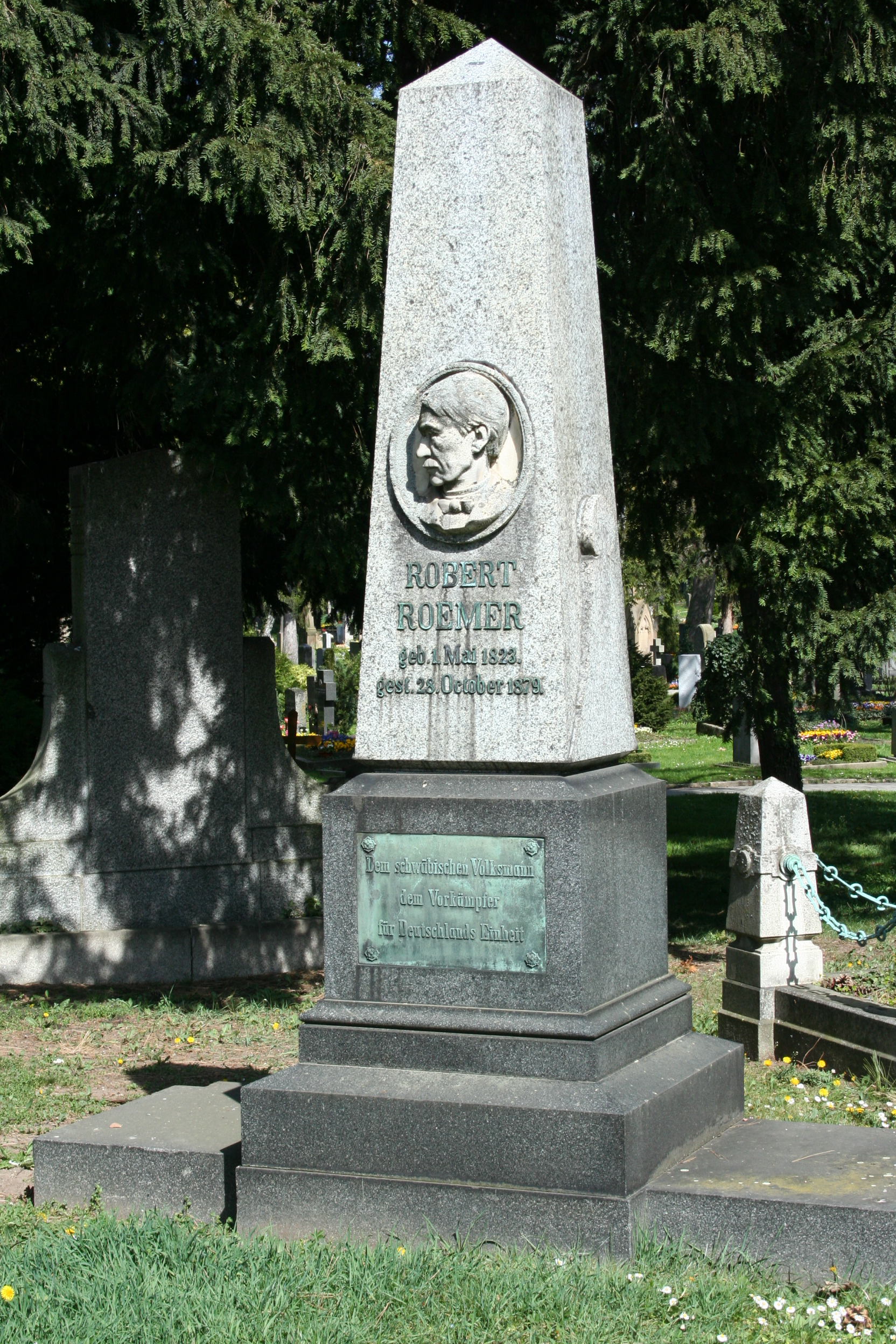
Grab auf dem Pragfriedhof Stuttgart

Robert Römer (* 1. Mai 1823 in Stuttgart; † 28. Oktober 1879 ebenda) war ein deutscher Rechtswissenschaftler und Politiker.

## Leben
Römer war Sohn des ehemaligen Märzministers und Politikers Friedrich von Römer. Er besuchte das Gymnasium in Stuttgart. Anschließend studierte er Rechtswissenschaften in Tübingen und Heidelberg. In Tübingen trat 1842 er dem Corps Suevia Tübingen bei.  Er promovierte zum Dr. jur. Danach war er Rechtsanwalt in Stuttgart, ehe er 1852 Dozent für Rechtswissenschaften wurde. Im Jahr 1856 wurde er zum außerordentlichen und 1857 zum ordentlichen Professor in Tübingen ernannt. Er lehrte insbesondere Römisches Recht und das württembergische Privatrecht. Eine Reihe juristischer Werke waren bei den zeitgenössischen Kollegen geschätzt. Zwischen 1871 und 1879 gehörte er als Richter dem Reichsoberhandelsgericht in Leipzig an.
Insbesondere war er aber politisch aktiv. Er war zwischen 1864 und 1871 Nachfolger seines Vaters als Landtagsabgeordneter für den Bereich Geislingen in der zweiten Kammer der Württembergischen Landstände. Er war Mitbegründer und maßgeblicher Politiker der Deutschen Partei in Württemberg und sprach sich seit 1866 für die deutsche Einheit im preußisch-kleindeutschen Sinn aus. Auf Grund seiner Berufung an das Leipziger Oberhandelsgericht gab er sein Mandat im württembergischen Landtag auf.
In den ersten beiden Wahlperioden von 1871 bis 1877 gehörte Römer für den Wahlkreis Württemberg 14 (Ulm, Heidenheim, Geislingen) dem Reichstag an. Er schloss sich keiner Fraktion an, sondern blieb unabhängiger Liberaler. Im Reichstag hat er sich unter anderem für die reichsgesetzliche Regelung der Unabsetzbarkeit und Unversetzbarkeit der Richter eingesetzt. Er stand auch auf Seiten der Kulturkampfpolitik von Otto von Bismarck. Er teilte dessen Ansicht, dass die Zentrumspartei nicht den Kaiser, sondern den Papst als höchste Autorität anerkennen würde. Römer spitze den Konflikt mit der Frage „Rom oder Deutschland“ rhetorisch zu.
Am 30. November 1878 erlitt er einen Schlaganfall und war seitdem krank.

## Werke (Auswahl)
- Das Erlöschen des klägerischen Rechts nach der Einleitung des Prozesses in seinem Verhältnis zum Endurteil. Ein geschichtlicher und dogmatischer Beitrag. Stuttgart 1852, Digitalisat
- Die Beweislast hinsichtlich des Irrtums nach gemeinem Civilrecht und Prozeß. Stuttgart 1852, Digitalisat
- Die bedingte Novation nach dem römischen und heutigen Recht. Tübingen 1863, Digitalisat
- Die Leistung an Zahlungsstatt nach dem römischen und gemeinen Recht mit Berücksichtigung der neueren Rechtsbücher. Laupp, Tübingen 1866 (Nachdruck: Keip, Frankfurt am Main 1970).
- Die Verfassung des Norddeutschen Bundes und die süddeutsche insbesondere die württembergische Freiheit. Laupp, Tübingen 1867.
- Das württembergische Privat-Recht (soweit es auf partikulären Bestimmungen beruht) einschließlich des Familien- und Erbrechts. Tübingen 1870.
- Grundzüge des württembergischen Erbrechts. Laupp, Tübingen 1872.
- Das württembergische Unterpfandsrecht. Breitkopf u. Härtel, Leipzig 1876.
- Abhandlungen aus dem Römischen Recht, dem Handels- und Wechselrecht mit besonderer Berücksichtigung der Rechtssprechung des Reichs-Oberhandelsgerichts. Enke, Stuttgart 1877.
- (mit Viktor von Meibohm): Festschrift zur vierten Säcularfeier der Universität Tübingen. Kröner, Stuttgart 1877.